# Casa & Jardim
Casa e Jardim é uma revista publicada no Brasil pela Editora Globo, que trata de arquitetura e decoração de casas e jardins.

## História

### Fundação e primeiros anos
Originalmente foi publicada pela Editora Monumento, do período que foi do segundo bimestre de 1953 a abril de 1965, e era impressa pela Companhia Litographica Ypiranga, a primeira gráfica do Estado de São Paulo.  O primeiro presidente da revista foi Carlos Oscar Reichenbach, pai do famoso cineasta Carlos Reichenbach.
A revista chamou atenção por suas capas ricamente ilustradas e coloridas, diferentemente das revistas de sua época que ainda não priorizavam a diagramação como o mercado editorial atual. Em editorial, Oscar Reichenbach disse que um dos valores da revista era difundir a arquitetura moderna no país.
Já em maio de 1965, a revista passou a ser publicada pela Editora Fernando Chinaglia, com sede no Rio de Janeiro, e a revista foi impressa até fevereiro de 1972 pela AGGS (Artes Gráficas Gomes de Souza); a partir de março de 1972 passou a ser impressa pela Gráfica Editora Lord.

### Compra pela Editora Globo e atualidade
No ano de 1998, a revista foi comprada pela Editora Globo, de Roberto Irineu Marinho, mantendo-se até hoje a decana das revistas sobre decoração, jardinagem e paisagismo no Brasil.
Em março de 2020, devido a pandemia de COVID-19 no Brasil sua publicação da revista impressa foi suspensa. Assim como outros títulos da editora, sua publicação foi mantida apenas no digital. Sua publicação de maneira impressa foi retomada em agosto do mesmo ano.
A revista pode ser consumida tanto de maneira digital quanto de maneira física.

## Escopo
A revista foi pioneira no Brasil quando o assunto foi tratar da casa e da 'cultura do morar". Seu público em sua fundação era voltada para a mulher de classe média urbana. A revista prometia cobrir “todas as atividades que interessam à dona de casa e ao jardim."
Atualmente, a revista possui seções voltada para a decoração, paisagismo, arquitetura, design e temas relacionados a casa e arquitetura. Além destes  tópicos citados anteriormente, a revista também possui espaço para outros assuntos receitas, arte, bem-estar, entrevistas, tecnologia, eventos, viagens e sustentabilidade.

## Impacto cultural
Devido a sua longevidade nas bancas de revistas, para diversos pesquisadores a revista é considerada uma ótima fonte para conseguir perceber o papel da mulher na sociedade nas últimas décadas, além de estudar sobre outro temas como a arquitetura brasileira.